# Freak like Me (Halestorm)
Freak like Me è un singolo del gruppo musicale statunitense Halestorm, il terzo estratto dall'album The Strange Case Of... nel 2013.

## Video
Il video musicale del brano, diretto da Rob Fenn, mostra scene a colori ed in bianco e nero. È incentrato sul giro del mondo effettuato dal gruppo durante il tour dell'anno precedente.

## Tracce
CD Promo UK
1. Freak like Me (Super Clean Edit) – 3:38 (Lzzy Hale, Johnny Andrews, Rob Graves)

## Formazione
Halestorm
- Lzzy Hale - voce, chitarra, piano
- Arejay Hale - batteria, percussioni, cori
- Joe Hottinger - chitarra, cori
- Josh Smith - basso, cori

## Classifiche
| Classifica (2013)             | Posizione massima |
| ----------------------------- | ----------------- |
| Stati Uniti (mainstream rock) | 1                 |
| Stati Uniti (rock)            | 48                |
| Stati Uniti (rock airplay)    | 17                |